# Wabua eungella
Wabua eungella là một loài nhện trong họ Stiphidiidae.
Loài này thuộc chi Wabua. Wabua eungella được V. T. Davies miêu tả năm 2000.